# Ali & Ava
Ali & Ava es una película dramática británica de 2021, escrita y dirigida por Clio Barnard. Está protagonizada por Adeel Akhtar y Claire Rushbrook.
Tuvo su estreno mundial en el Festival de Cannes en la sección Quincena de Realizadores el 11 de julio de 2021.

## Reparto
- Adeel Akhtar como Ali
- Claire Rushbrook como Ava
- Ellora Torchia como Runa
- Shaun Thomas como Callum
- Natalie Gavin como Amanecer
- Mona Goodwin como Michelle

## Producción
En enero de 2020, se anunció que Adeel Akhtar y Claire Rushbrook se habían unido al elenco de la película, con Clio Barnard dirigiendo un guion que ella escribió, con BBC Film preparada para producir y Altitude Film Distribution lista para distribuir en el Reino Unido.

## Estreno
La película tuvo su estreno mundial en el Quincena de Realizadores en la sección Quincena de Realizadores el 11 de julio de 2021.